# Saint-Pierre (Cap-Breton)
Saint-Pierre (en anglais : St. Peter's, en gaélique écossais : Baile Naoimh Pheadair) est un village de la province de Nouvelle-Écosse (Canada), dans le comté de Richmond. Il compte 2 634 habitants (recensement de 2001).

## Géographie
Saint-Pierre est situé sur l’isthme étroit (1 km de largeur) qui sépare le lac Bras d’or, au centre de l’île du Cap-Breton, de l’océan Atlantique (Baie de Chedabouctou). Le village est longé par le canal de Saint-Pierre. Il possède un petit port dans le lac.

## Histoire
Dans les années 1630, des marchands de La Rochelle érigèrent un petit établissement fortifié sur l’isthme et lui donnèrent le nom de Saint-Pierre. Nicolas Denys en prit possession en 1650 et en fit un poste de traite des fourrures, encourageant le commerce avec les Micmacs, qui occupaient alors l’île et pratiquaient le portage à cet endroit. 
Lorsque la France perdit l’Acadie par le traité d’Utrecht (1713), elle ne conserva dans la région que l’île du Cap-Breton (rebaptisée île Royale) et quelques autres îles. Les colons français de la partie continentale de l’Acadie furent invités à s’établir sur l’île Royale et plusieurs d’entre eux s’installèrent à proximité du poste de Saint-Pierre, où ils fondèrent Port-Toulouse. Ce village, protégé par une fortification, servit de port et de base logistique pour Louisbourg jusqu’en 1758. Les Britanniques s’emparèrent alors de l’île Royale et y détruisirent toutes les possessions françaises.
À la fin du XVIIIe et au début du XIXe, des colons britanniques s’installèrent à leur tour sur le site de Saint-Pierre et le fort Dorchester fut construit sur une colline dominant l’isthme. Le chemin de portage fut réhabilité et on donna le nom de St. Peter’s à la localité. 
En 1854, le canal de Saint-Pierre commença à être creusé dans le sol granitique. Il fut inauguré en 1869.
Le village a été officiellement constitué en 1940.

## Sites et monuments
- Ruines du fort Dorchester
- Nicolas Denys Museum
- Canal de Saint-Pierre
- Ruines du fort Saint-Pierre

## Personnalités liées au village
- Nicolas Denys